# Az Újvilág Bosszúangyalai
Az Újvilág bosszúangyalai (eredeti cím: Ultimate Avengers) egy közvetlen DVD-re és VHS-re megjelenő animációs film, ami a Marvel, The Ultimates című képregénye alapján készült. Egyike a Marvel Comics azon két filmjének, amit a Lions Gate Entertainment jelentet meg DVD-n. A másik film ennek a folytatása Az Újvilág Bosszúangyalai 2. című film. A DVD 2006. február 21-én jelent meg az Egyesült Államokban.

## Cselekmény
Amikor 1945-ben atomrakétát lőttek Washingtonra, Amerika Kapitánynak sikerült felrobbantania a levegőben. A robbanás következtében a rakéta beleesett az Észak-Atlanti óceánba, mérföldekre süllyedt a jeges mélységeibe, és 60 évig ott maradt jégbe fagyva, amíg rá nem találtak. Most, amikor a világ szembenéz a gonosszal, Amerika Kapitány újra fellázad, egy utolsó esélyt adva a túlélésre, és vezetője lesz egy szupererős csapatnak, aminek tagjai mostani szuperhősök.
A film a második világháború alatt kezdődik, és megmutatja Amerika Kapitányt egészen addig, míg be nem fagy az Észak-Atlanti óceán jégfalába, azonban a 21. században az Amerikai hadsereg megtalálja és visszahozza, abban reménykedve, hogy Amerika kapitány szuper-katona széruma segíthet előállítani több szuperkatonát.

## Szereplők
| Szereplő                                                    | Eredeti hang                                         | Magyar hang           |
| ----------------------------------------------------------- | ---------------------------------------------------- | --------------------- |
| Steve Rogers / Amerika Kapitány                             | Justin Gross                                         | Varga Gábor           |
| Tony Stark / Vasember                                       | Marc Worden                                          | Élő Balázs            |
| Nick Fury                                                   | Andre Ware                                           | Vass Gábor            |
| Janet Pym / Darázs                                          | Grey DeLisle                                         | Törtei Tünde          |
| Hank Pym / Óriás                                            | Nolan North                                          | Láng Balázs           |
| Thor                                                        | David Boat                                           | Haagen Imre           |
| Natasa Romanoff                                             | Olivia d'Abo                                         | Erdős Borcsa          |
| Bruce Banner / Hulk                                         | Fred Tatasciore (Hulk) Michael Massee (Bruce Banner) | Sörös Miklós          |
| Dr. Betty Ross                                              | Nan McNamara                                         | F. Nagy Erika         |
| Herr Kleiser                                                | Jim Ward                                             | Maday Gábor           |
| Bucky Barnes                                                | TBA                                                  | Bor László            |
| Kowalsky                                                    | TBA                                                  | Gubányi György István |
| Utasnő                                                      | TBA                                                  | Koncz-Kiss Anikó      |
| Gail                                                        | TBA                                                  | Réti Szilvia          |
| Katona                                                      | TBA                                                  | Stern Dániel          |
| Öreg Bucky Barnes                                           | TBA                                                  | Várday Zoltán         |
| További magyar hangok                                       |                                                      |                       |
| Balogh Cecília, Gazdik Kati, Kisfalusi Lehel, Presits Tamás |                                                      |                       |

## Lásd még
- Bosszú Angyalai